# コモンウェルス (米国自治連邦区)
コモンウェルス / 米国自治連邦区（Commonwealth / べいこくじちれんぽうく）とは、アメリカ合衆国の海外領土のうち、「コモンウェルス」と呼ばれる政治的地位を持つ属領 / 保護領のこと。「自治領」と呼ばれることもある。現在はプエルトリコおよび北マリアナ諸島の2地域がこれに該当する。米領植民地であったフィリピンも1935年から1946年の独立に至るまでの時期の政体は、コモンウェルス（フィリピン・コモンウェルス）だった。
米国50州のうちケンタッキー、マサチューセッツ、ペンシルベニア、バージニアの4州はその正式名にコモンウェルス（Commonwealth）を含むが、これとは別のものと考える必要がある。また、コモンウェルスと呼ばれるイギリス連邦（かつての "the British Commonwealth" 、現在の "Commonwealth of Nations"）は独立主権国家連合であり、意味が異なる。

## 地位
米国主権下の属領もしくは保護領であり、自治政府による内政は認められるが国防や外交は米国が行う。領土の分類としては米国 自治的・未編入領域 (organized unincorporated
territory) である。これは、同じく米属領のグアムや米領ヴァージン諸島と変わらない。ただし、コモンウェルスの格付けが与えられると、国際連合非自治地域リストから除外される。2013 年の時点で、米国国務省の方針によれば、「連邦」という用語は特定の地位や政治的関係を示すものではなく、非国家地域に適用される場合、連邦の規定に従って自治区として機能する。また、独自の憲法を遵守しており、米国議会によって自治権を一方的に剥奪されることはなく、この地域を広く包含する用語として定義されている。。

### 政治
- 自治政府による内政が認められる。
- アメリカ合衆国憲法と連邦法の適用を受ける。
- 主権国はアメリカ合衆国。
- 元首はアメリカ合衆国大統領。自治政府代表者は弁務官。
- 地域的限定のある国際機関への加盟は、連邦政府が承認すれば可能。
- 住民はアメリカ合衆国市民権を持つ。
- 合衆国連邦税（所得税）の納税義務はないが、その他すべての連邦税（社会保障やメディケアなど）を支払う義務がある。
- 住民は大統領選挙への投票権を持たない。
- 連邦議会には、本会議における決議権のない代表者を送ることができる。

### 軍事
- 米国が全面的な国防権を持つ。
- 必要であれば土地を収用できる。

## 日本語呼称について
プエルトリコは、その自主憲法で自国（自地域）名をスペイン語で "Estado Libre Asociado de Puerto Rico"（英語に直訳すると "Associated Free State of Puerto Rico"）と称しており、これを日本語に直訳すると「プエルトリコ自由連合州」となることから、本項の意味における "Commonwealth" が日本では「自由連合州」と訳されることがある。しかし、米国議会等の公式の場におけるプエルトリコの地位に関しては、あくまで "Commonwealth" であり、"Associated Free State" が用いられることは無い。